# Ossi Runne
Yrjö Osvald ”Ossi” Runne, fram till 1936 Rundberg, född 23 april 1927 i Viborg, då tillhörande Finland, död 5 november 2020 i Helsingfors, var en finsk musiker (framförallt trumpetare), orkesterledare, dirigent och kompositör. Han är mest känd för att ha varit den ständige finske dirigenten i Eurovision Song Contest där han dirigerade samtliga finska bidrag under åren 1966–1989 med undantag för 1981. Han var bosatt i Helsingfors.
Runne skrev text och musik till Playboy, Finlands bidrag i Eurovision Song Contest 1966. Playboy framfördes av sångerskan Ann Christine.